# 埃塞尔·杜邦
埃塞尔·杜邦·罗斯福·沃伦（英語：Ethel du Pont Roosevelt Warren，1916年1月30日—1965年5月25日）是美国杜邦家族的女继承人和社会名流。
出生于特拉华州威尔明顿，她是小尤金·杜邦的女儿。她成长于位于特拉华州格林维尔的家族房产Owl's Nest。
1937年6月30日，她嫁给了时任美国总统富兰克林·德拉诺·罗斯福的儿子小富兰克林·德拉诺·罗斯福。他们生育了两个儿子，富兰克林·德拉诺·罗斯福三世（生于1938年）和克里斯托弗·杜邦·罗斯福（1941年）。1949年两人分居并正式离婚。1950年埃塞尔与底特律的律师Benjamin S. Warren, Sr.再婚。
埃赛尔·杜邦于1965年5月25日自杀，享年49岁。她的家人在哈佛大学设立埃塞尔·杜邦·沃伦奖学金，以研究精神病学。